# Шорт, Джек
Джон Шорт (англ. John Short; 18 февраля 1928 — 10 октября 1976), также известный как Джек Шорт (англ. Jack Short) — английский футболист, защитник.

## Биография
Уроженец Дарфилда, Барнсли, после окончания школы в 1942 году Джек начал работать на угольной шахте, где уже работал его отец. Выступал за любительский клуб «Уот Уондерерс» (Wath Wanderers). В 1948 году стал игроком «Вулверхэмптон Уондерерс». В основном составе «волков» дебютировал в декабре 1950 года. В основном играл на позиции правого защитника, но в январе 1952 года сыграл в роли центрфорварда, забив два мяча в игре против «Манчестер Сити» в рамках Кубка Англии. В сезоне 1952/53 стал чемпионом Англии в составе «волков».
Летом 1954 года перешёл в «Сток Сити», выступавший во Втором дивизионе. В сезоне 1954/55 вновь сыграл один матч в роли центрфорварда, забив дважды в игре против «Суонси Таун» в ноябре 1954 года. В 1956 году покинул клуб в качестве свободного агента, сыграв за «гончаров» 64 матча.
С 1956 по 1960 год играл за «Барнсли». Провёл за клуб 116 матчей.
После завершения карьеры футболиста в 1960 году Шорт вернулся к работе шахтёром, а позднее стал бригадиром.
10 октября 1976 года Шорт сыграл в благотворительном футбольном матче в Умуэлле, после чего потерял сознание и умер.

## Достижения
Вулверхэмптон Уондерерс
- Чемпион Первого дивизиона: 1953/54

## Статистика выступлений
| Клуб                    | Сезон            | Лига             | Лига | Лига | Кубок | Кубок | Итого | Итого |
| Клуб                    | Сезон            | Дивизион         | Игры | Голы | Игры  | Голы  | Игры  | Голы  |
| ----------------------- | ---------------- | ---------------- | ---- | ---- | ----- | ----- | ----- | ----- |
| Вулверхэмптон Уондерерс | 1950/51          | Первый дивизион  | 18   | 0    | 7     | 0     | 25    | 0     |
| Вулверхэмптон Уондерерс | 1951/52          | Первый дивизион  | 25   | 0    | 1     | 2     | 26    | 2     |
| Вулверхэмптон Уондерерс | 1952/53          | Первый дивизион  | 29   | 0    | 0     | 0     | 29    | 0     |
| Вулверхэмптон Уондерерс | 1953/54          | Первый дивизион  | 26   | 0    | 1     | 0     | 27    | 0     |
| Вулверхэмптон Уондерерс | Итого            | Итого            | 98   | 0    | 9     | 2     | 107   | 2     |
| Сток Сити               | 1954/55          | Второй дивизион  | 25   | 2    | 6     | 0     | 31    | 2     |
| Сток Сити               | 1955/56          | Второй дивизион  | 30   | 0    | 3     | 0     | 33    | 0     |
| Сток Сити               | Итого            | Итого            | 55   | 2    | 9     | 0     | 64    | 2     |
| Барнсли                 | 1956/57          | Второй дивизион  | 27   | 0    | 4     | 0     | 31    | 0     |
| Барнсли                 | 1957/58          | Второй дивизион  | 38   | 0    | 2     | 0     | 40    | 0     |
| Барнсли                 | 1958/59          | Второй дивизион  | 39   | 0    | 1     | 0     | 40    | 0     |
| Барнсли                 | 1959/60          | Третий дивизион  | 5    | 0    | 0     | 0     | 5     | 0     |
| Барнсли                 | Итого            | Итого            | 109  | 0    | 7     | 0     | 116   | 0     |
| Всего за карьеру        | Всего за карьеру | Всего за карьеру | 262  | 2    | 25    | 2     | 287   | 4     |